# Staffa (alpinismo)
Le staffe da arrampicata e da alpinismo sono particolari attrezzi, di lunghezza e foggia variabile, che servono ad aiutare lo sportivo nel superamento di tratti di roccia altrimenti impossibili o estremamente difficili da passare (magari perché molto esposti, lisci o strapiombanti). Molto in voga nel periodo dell'alpinismo classico (dagli anni cinquanta agli anni settanta), quando il concetto di "arrampicata libera" (o di alpinismo "by fair means", con mezzi leali, come voleva la tradizione anglosassone) sulle Alpi non aveva ancora preso il sopravvento, le staffe possono essere considerate uno dei simboli dell'arrampicata artificiale.

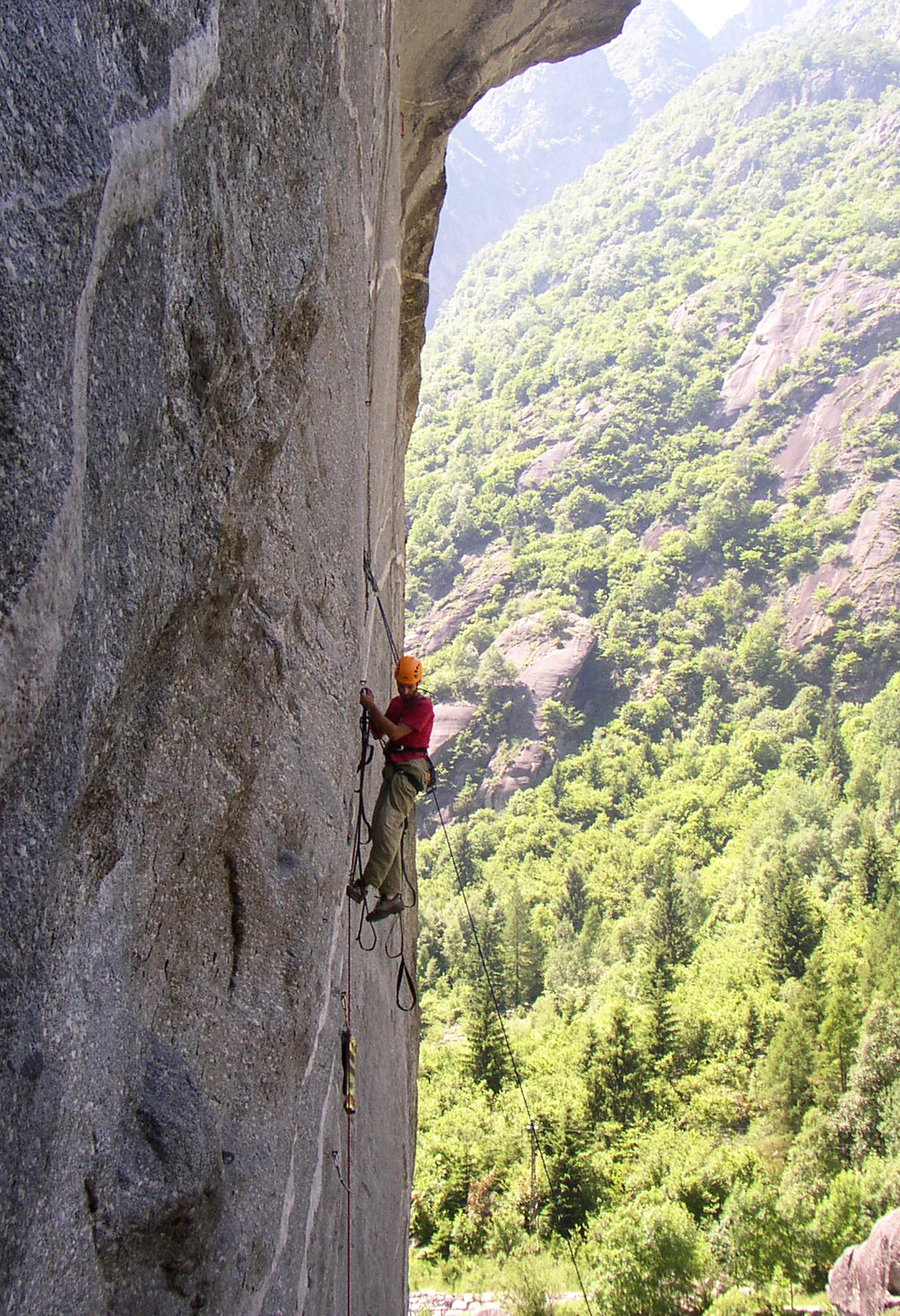
Arrampicata artificiale su staffe presso il Sasso di Remenno, Valtellina, Italia

## Struttura
La staffa può essere assimilata a una piccola scala a pioli ed è in genere costruita con materiali leggeri e malleabili (cordini o fettucce in nylon per lo "scheletro" e piccole barre di legno o di alluminio per i pioli). In molti casi, tuttavia la staffa può essere costituita anche da solo nylon, attraverso una serie di anelli e di fettucce che, cucite tra loro ad anelli, formano i vari pioli. Alla sommità della staffa è solitamente posto un piccolo anello di cordino che serve a collegare la staffa stessa ad un moschettone.

## Utilizzo
Le staffe vengono solitamente utilizzate in coppia (una per piede) e consentono, una volta che siano state agganciate a protezioni infisse nella parete o ad attrezzi di varia natura (chiodi, spit, skyhook), di dare stabilità all'arrampicatore o all'alpinista che può mettersi in equilibrio su una di esse, o anche su entrambe, e utilizzare liberamente le mani. La serie di pioli (o anelli di fettuccia) permette poi alla persona di innalzarsi poco alla volta per cercare di raggiungere una protezione successiva nella quale verrà infine passata, ancora una volta, la staffa successiva.
Durante la scalata, quando non utilizzate, esse vengono solitamente portate ben ripiegate (attaccate all'imbragatura), in modo che non creino intralcio al movimento. Sono poi "sciolte" solo nel momento del loro effettivo utilizzo.